# Jan Erik Gustavsen
Jan Erik Gustavsen (* 6. Februar 1946 in Roverud, Kongsvinger) ist ein ehemaliger norwegischer Radrennfahrer und nationaler Meister im Radsport.

## Sportliche Laufbahn
Gustavsen war zunächst als Skater aktiv. Mit 19 Jahren wechselte er zum Straßenradsport. Bei den Olympischen Sommerspielen 1968 in Mexiko-Stadt wurde er 47. im Straßenrennen. Er wurde 1976 norwegischer Meister im Mannschaftszeitfahren (u. a. mit Stein Bråthen). 1974 konnte er beim Sieg von Thorleif Andresen Dritter der Berliner Etappenfahrt werden. 1975 siegte er im Ringerike Grand Prix.3
In der Internationalen Friedensfahrt startete er dreimal, sein bestes Resultat war der 73. Rang im Gesamtergebnis 1970.

## Berufliches
Der gelernte Klempner eröffnete nach seiner Laufbahn eine Fahrradwerkstatt in Glåmdal. Zusammen mit Sverre Ekaas war er 15 Jahre lang Sportlicher Leiter des Glåmdal Cycling Club, in dem u. a. Dag Otto Lauritzen und Morten Sæther fuhren.